# اوژن دوبوا

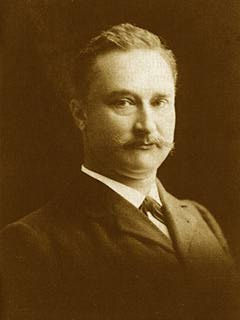

ماری اوژن فرانسوا توماس دوبوا (به فرانسوی: Marie Eugène François Thomas Dubois)، یک دیرین‌مردم‌شناسی هلندی است که پس از پیدا کردن مرد جاوه برای خود شهرت جهانی کسب کرد. وی نام علمی انسان میمون نما را بر روی این فسیل کشف شده گذاشت. گرچه فسیل انسان سانان قبل از وی نیز کشف شده بود اما او اولین کسی بود که جستجویی هدفمند را برای این فسیل‌ها شکل داد.

## زندگینامه
او در روستایی در استان لیمبورگ هلند متولد گردید. پدر وی عطار و داروساز بود که بعدها شهردار شد. در همان کودکی وی علاقهٔ وافری به طبیعت داشت و غلرهای کوه‌های اطراف را به جستجو پرداخت و نمونه‌هایی از حشرات، گیاهان، سنگها و دیگر گونه‌ها برای خود جمع نمود. در سن ۱۲ تا ۱۳ سالگی به مدرسهٔ واقع در روئرموند رفت و بعدها در آنجا با نظریهٔ تکامل داروین که توسط معلمی آلمانی به نام کارل فوگت ارائه می‌شد، آشنا شد. در ۱۸۷۷ وارد دانشگاه پزشکی آمستردام شد و در سال ۱۸۸۴ تحصیلات خود را به پایان رساند. در سال ۱۸۸۷ به ارتش هلند پیوست تا بتواند به اندونزی که در آن سالها مستعمرهٔ هلند بود و با نام هند شرقی هلند شناخته می‌شد سفر کند. او همراه همسرش و دختر نوزادشان به اندونزی سفر کرد تا بتواند حلقهٔ گمشده در زنجیر تکامل انسان را بیابد.